# Gliese 179 b
Gliese 179 b (también conocido como HIP 22627 b) es un planeta extrasolar que orbita la estrella de tipo M de la secuencia principal Gliese 179, localizado aproximadamente a 40 años luz, en la constelación de Orión. Este planeta tiene una masa similar a la de Júpiter y tarda 6,4 años en completar su periodo orbital, con un semieje mayor de 2,45 UA. Fue descubierto mediante el método de la velocidad radial el 13 de noviembre de 2009, usando en telescopio Keck, junto con otros 5 planetas.